# Julia Kleiter
Julia Kleiter (Limburg an der Lahn, 5 maggio 1980) è un soprano tedesco.

## Biografia

### Infanzia e formazione
Julia Kleiter è nata a Limburg an der Lahn e crescendo ha cantato nel coro del Duomo di Limburgo. Ha studiato canto all'Hochschule für Musik und Theater Hamburg e poi alla Hochschule für Musik und Tanz Köln.

### Anni 2000
Ha fatto il suo debutto professionale come Pamina ne Il flauto magico all'Opéra Bastille nel 2004. L'anno successivo ha cantato nuovamente Pamina sotto la direzione musicale di Claudio Abbado a Ferrara, Reggio Emilian e Baden-Baden. Sempre nello stesso anno ha cantato come Giunia in Lucio Silla a Winterthur e Ksenija in Boris Gudunov a Firenze.
Nel 2006 ha fatto il suo debutto all'Arena di Verona come Susanna ne Le nozze di Figaro, Fiordiligi in Così fan tutte e Donna Elvira in Don Giovanni. Nello stesso anno ha esordito alla Fenice con Lucio Silla, con cui ha fatto il suo esordio salisburghese nel luglio dello stesso anno. Sempre nello stesso anno ha fatto il suo debutto sulle scene britanniche come Pamina ne Il flauto magico ad Edimburgo, ancora una volta diretta da Abbado.
Nel 2007 ha cantato a Zurigo come Pamina e Sophie in Der Rosenkavalier, per poi essere condotta da Riccardo Muti nell'Orfeo e Euridice di Gluck, in cui ha cantato come Cupido. Sempre nel 2007 ha cantato nell'Arabella di Strauss a Zurigo.
Nel 2008 ha cantato in Orfeo e Euridice a Parigi e come Marzellione nel Fidelio a Reggio Emilia, ancora una volta diretta da Abbado; nei messi successivi ha cantato in repliche di Fidelio a Madrid e Baden-Baden. Sempre nel 2008 ha cantato in Acis et Galatée a Gottingen, Ilia nell'Idomeneo mozartiano a Graz e ancora Fidelio a Parigi.
Nel 2009 ha cantato come Ännchen in Der Freischütz a Baden-Baden e ha fatto il suo esordio statunitense a New York come Pamina.

### Anni 2010
Nel 2010 è tornata a cantare in Idomeneo a Zurigo, Arabella a Berlino e come Contessa ne Le nozze di Figaro a Parigi, nell'allestimento diretto da Giorgio Strehler. Nel 2011 è Galatea in Acis et Galatée a Salisburgo, Sophie ne Il cavaliere della rosa a Berlino e Pamina a Monaco.
Nel 2012 canta nel Rinaldo di Handel a Chicago, Arabella a Parigi, Pamina a Salisburgo. Nel 2013 canta un recital a Bruxelles e interpreta Donna Elvira in Don Giovanni a Zurigo. Nel 2014 è ancora una volta Pamina a Parigi e canta Emma in Fierrabras a Salisburgo, oltre a tornare a cantare in Idomeneo ad Essen.
Nel 2015 è la contessa ne Le nozze di Figaro a Zurigo e Gand e canta ne I maestri cantori di Norimberga a Berlino e poi, l'anno successivo, a Parigi. Sempre nel 2016 è Fiordiligi in Così fan tutte a Zurigo e Salisburgo, oltre a cantare nuovamente la Contessa di Almaviva a Zurigo e alla Scala, facendo così il suo debutto scaligero.
Nel 2017 canta ne Il paese del sorriso a Zurigo e Il franco cacciatore alla Scala. Nel 2018 canta ancora ne Il falco cacciatore a Dresda e I maestri cantori di Norimberga a Monaco. 
Nel 2019 è Donna Anna in Don Giovanni al Théâtre des Champs-Elysées, per poi tornare a a cantare Ilia in Idomeneo al Teatro alla Scala. Sempre nel 2019 ha fatto il suo esordio alla Royal Opera House come Rosina ne Le nozze di Figaro.

### Anni 2020
Nel 2020 è Arabella nell'opera di Strauss a Zurigo, mentre nel 2021 canta Elisabeth in Schön ist die Welt alla Bayerische Staatsoper, la quarta sinfonia di Mahler a Lisbona, la Contessa di Almaviva al Teatro alla Scala e Eva ne I maestri cantori di Norimberga a Monaco.

## Repertorio
| Ruolo                   | Titolo                          | Autore     |
| ----------------------- | ------------------------------- | ---------- |
| Giunia                  | Lucio Silla                     | Bach       |
| Euridice Amore          | Orfeo ed Euridice               | Gluck      |
| Galatea                 | Aci e Galatea                   | Händel     |
| Almirana                | Rinaldo                         | Händel     |
| Gabriel                 | La Creazione                    | Haydn      |
| Claire                  | Il mondo della luna             | Haydn      |
| Lisa                    | Il paese del sorriso            | Lehár      |
| Contessa d'Almaviva     | Le nozze di Figaro              | Mozart     |
| Donna Elvira Donna Anna | Don Giovanni                    | Mozart     |
| Fiordiligi              | Così fan tutte                  | Mozart     |
| Pamina Papagena         | Die Zauberflöte                 | Mozart     |
| Ilia                    | Idomeneo                        | Mozart     |
| Celia                   | Lucio Silla                     | Mozart     |
| Kseniya                 | Boris Godunov                   | Musorgskij |
| Emma                    | Fierrabras                      | Schubert   |
| Arabella Zdenka         | Arabella                        | Strauss    |
| Sophie Marescialla      | Il cavaliere della rosa         | Strauss    |
| Eva                     | I maestri cantori di Norimberga | Wagner     |
| Ännchen Agathe          | Il franco cacciatore            | Weber      |